# Saltnes, Norge
Saltnes är en ort i Råde kommun i Østfold fylke i sydöstra Norge. Orten ligger vid Krogstadfjorden som är en liten fjord i Oslofjorden. Saltnes utgör en del av tätorten Spetalen.

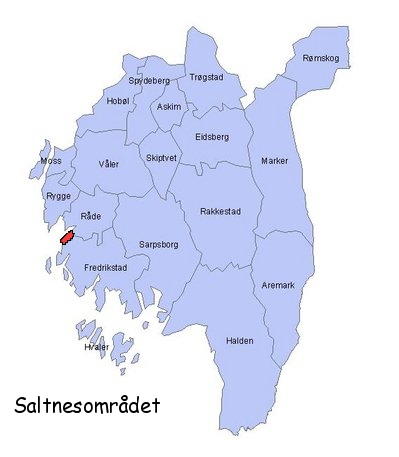
Karta över Saltnes.